# Sololá
Sololá ist eine Stadt in Guatemala und hat knapp 20.000 Einwohner. Sie ist  Verwaltungssitz des Departamentos Sololá sowie der gleichnamigen Großgemeinde (Municipio), die sich auf einer Fläche von ca. 94 km² erstreckt und etwa 60.000 Einwohner hat. Von ihnen sind etwa 90 Prozent Cakchiquel und Quiché. Die Stadt ist seit 1951 Sitz des katholischen Bistums Sololá-Chimaltenango.

## Lage und Klima
Die Stadt liegt etwa 140 km westlich von Guatemala-Stadt im zentralen Hochland der Sierra Madre auf 2.114 m Höhe. Man erreicht Sololá von Guatemala-Stadt aus auf der Interamericana (CA 1) und der bei El Cuchillo (Los Encuentros) nach Süden abzweigenden Nationalstraße 1. Diese Straße führt über Sololá nach Panajachel am Atitlán-See (1562 m). Das Klima in Sololá ist gemäßigt.

## Wirtschaft und Tourismus
Sololá ist seit langer Zeit ein Handelszentrum mit einem Markt, der dienstags und freitags stattfindet. Im Gegensatz zu Chichicastenango hat er seinen ursprünglichen Charakter weitgehend behalten, obwohl Sololá wegen der Nähe des Atitlán-Sees einem stetig zunehmenden Touristen-Durchgangsverkehr ausgesetzt ist. Neben Handel und Tourismus spielt die Landwirtschaft und die Herstellung von Lehmziegeln (adobes) eine bedeutende Rolle.
In einer ehemaligen Kaserne befindet sich eine Außenstelle der landwirtschaftlichen Fakultät der Universidad del Valle (Guatemala-Stadt).

## Geschichte
Das Gebiet von Sololá wurde vor der Ankunft der Spanier zuerst von Tzutuhiles beherrscht. Dann gesellten sich Quichés und Cakchiquels dazu, die zunächst alle zusammen in dem präkolumbischen Dorf Tzolohá (oder Tzoloyá, Tzolojha, je nach Transkription; dt. „Holunderwasser“) lebten, sich dann aber trennten. In der Nähe dieser Siedlung, von der nur noch spärliche Reste erhalten sind, gründeten die Spanier 1547 den Ort Asunción de Nuestra Señora de Tecpán Atitlán, der auch als Tzololá oder Asunción Sololá bekannt war. Bis 1730 war der Ort Verwaltungssitz des Corregimiento de Tecpán Atitlán (Sololá), dann der Alcaldía Mayor de Sololá. Auch nach der Unabhängigkeit von Spanien wurde der Ort Verwaltungssitz von Bezirken verschiedener Form und Ausdehnung, 1872 dann auch des bis heute bestehenden Departamentos Sololá.

## Sehenswürdigkeiten
- Hauptattraktion von Sololá ist der Markt (mercado), der sich entlang der engen Straßen des Ortes ausbreitet; hier werden noch vorwiegend Lebensmittel und Dinge des täglichen Bedarfs gehandelt. Touristen sieht man selten. Viele Frauen tragen noch die während der spanischen Kolonialzeit entwickelte traditionelle Kleidung bestehend aus einem Wickelrock (uq oder corte) und einem farbig bestickten oder gewebten Hemd (po't oder huipil); die mehrlagig gefaltete Kopfbedeckung (tzut) ist dagegen schon selten geworden. Die im 20. Jahrhundert typisch gewordene Männerkleidung besteht aus einem Hemd mit amerikanischem Karo-Muster, einer knie- bzw. knöchellangen reich bestickten Hose und einer um die Hüften gewundenen Schärpe (faja); nur selten tragen die Männer noch ihre bestickten Hemden.

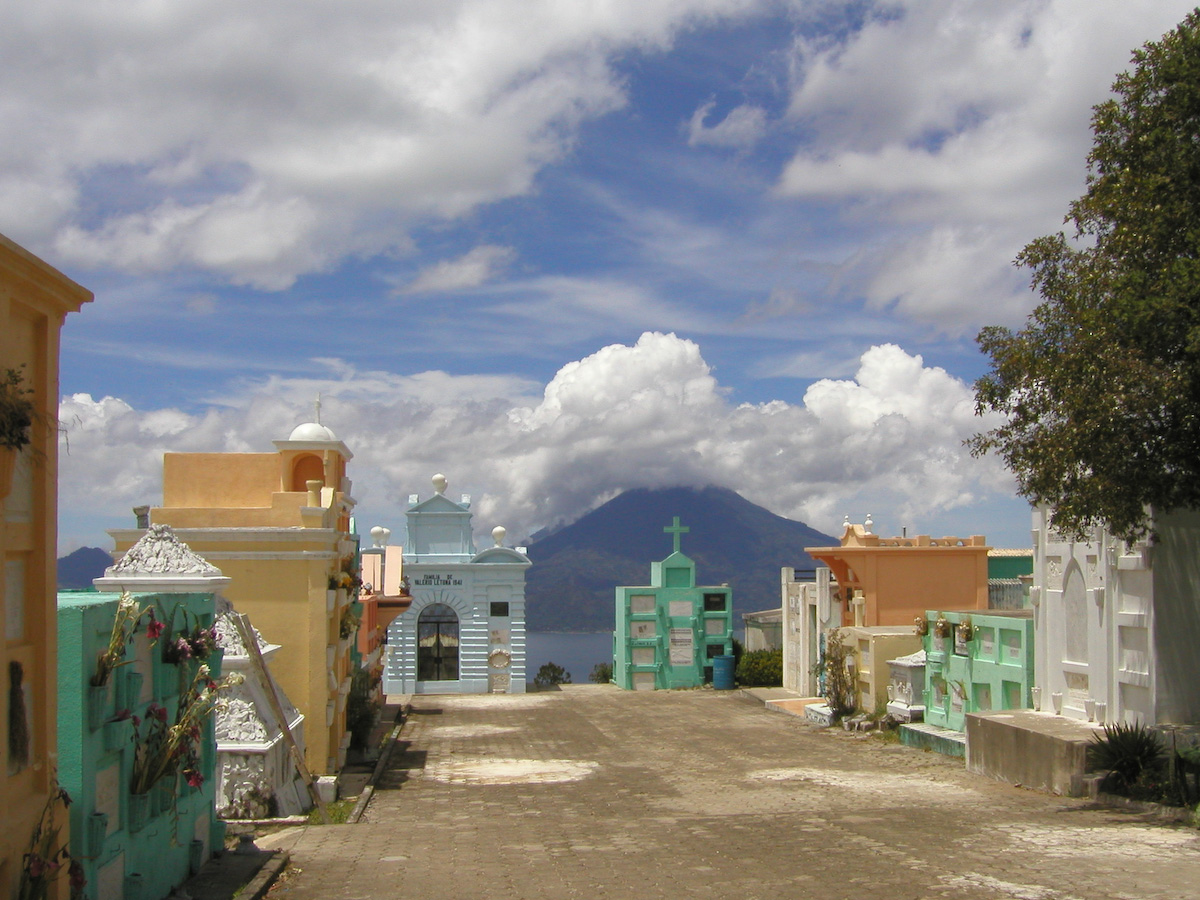
Sololá - Friedhof

- Im Herzen der Stadt befindet sich die geometrisch angelegte Plaza Mayor mit einem zentralen erhöhten Pavillon für die Musiker, die an Festtagen hier aufspielen.
- Die Kirche des Ortes ist ein einschiffiger, mehrfach restaurierter Bau mit einer Vierungskuppel und großem Außenfenstern.
- Der Torre Centroamericana ist ein kirchturmartiges, beinahe barock anmutendes Gebäude, das zum Bau der Stadt- und Departementsverwaltung gehört und erst zu Beginn des 20. Jahrhunderts errichtet wurde.
- Der Friedhof des Ortes liegt etwas außerhalb. In seiner Mitte verläuft eine eindrucksvolle zentrale Gräberstraße mit mehrstöckigen Familiengräbern, deren Architektur an Maya-Tempelpyramiden oder an kolonialzeitliche Bauten erinnert.
- Vom Südrand des Ortes bietet sich ein eindrucksvolles Panorama des Atitlán-Sees.

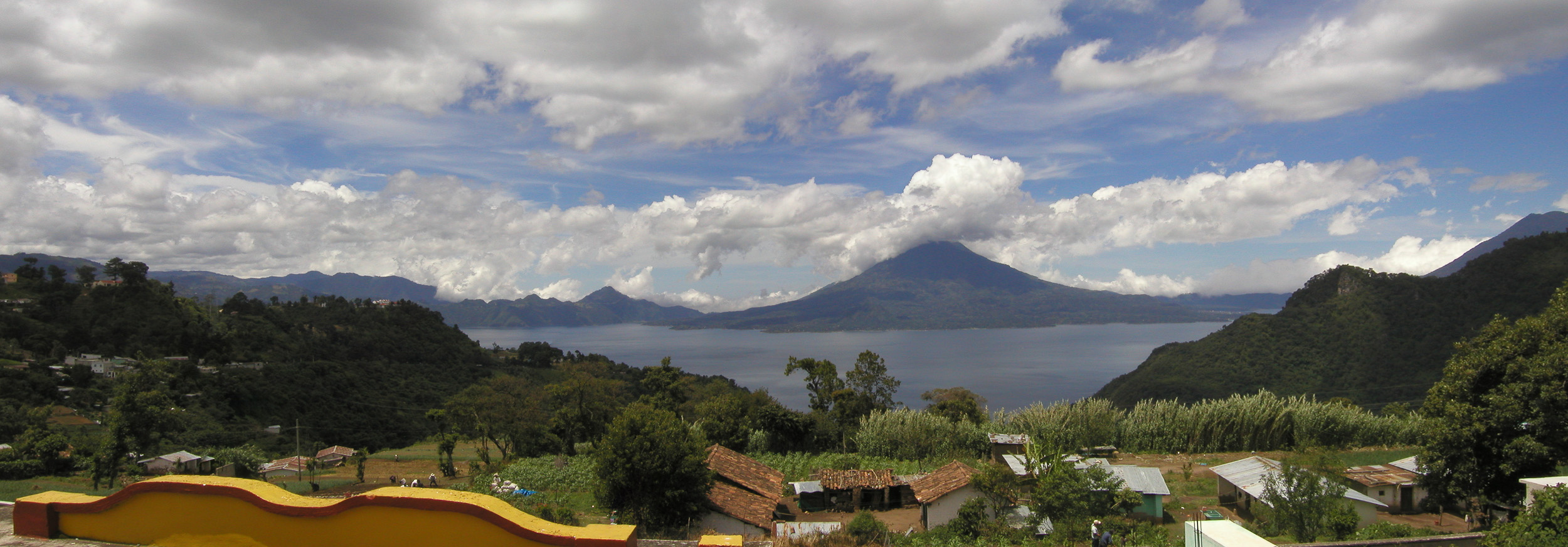
Blick auf den Atitlán-See (1562 m). Hinter dem Vulkan Atitlan (Mitte) fällt das Land zur ca. 40 km entfernten Pazifikküste hin steil ab.